# Битшвилер ле Тан
Битшвилер ле Тан (фр. Bitschwiller-lès-Thann) насеље је и општина у источној Француској у региону Алзас, у департману Горња Рајна која припада префектури Тан.
По подацима из 2011. године у општини је живело 2.015 становника, а густина насељености је износила 159,41 становника/km². Општина се простире на површини од 12,64 km². Налази се на средњој надморској висини од 360 метара (максималној 1.183 m, а минималној 344 m).

## Демографија
| 1962. | 1968. | 1975. | 1982. | 1990. | 1999. | 2011. |
| ----- | ----- | ----- | ----- | ----- | ----- | ----- |
| 2.109 | 2.169 | 2.117 | 1.922 | 2.052 | 2.123 | 2.015 |

График промене броја становника у току последњих година